# Seydlitz (schip, 1903)
De Seydlitz was een Duits passagiersschip dat 2000 man kon vervoeren. Het was eigendom van de rederij Norddeutscher Lloyd.
Het schip werd in 1902 gebouwd op de F. Schichau scheepswerf en werd in 1903 in dienst gesteld bij de Norddeutscher Lloyd. Toen de Eerste Wereldoorlog uitbrak, voer de Seydlitz van Sydney in Australië naar Bahia Blanca in Argentinië. In november 1914 voer ze naar Valparaíso in Chili, wat toen een centrum was voor mobilisatie van Duitse reservisten en vrijwilligers uit Zuid-Amerika. Het schip maakte deel uit van een eskader onder de Duitse viceadmiraal graaf Maximilian von Spee tijdens de Slag bij de Falklands.
Toen tijdens de slag de Britse schepen Bristol en Macedonia zich op de Duitse transportschepen Baden en de Santa Isabel richtten, zette de Seydlitz tegen 14 knopen koers naar het zuidwesten. Zo ontkwam het naar Argentijnse wateren. De Seydlitz voer de haven van San Antonio Oeste binnen en gaf zich uit voor een ziekenhuisschip. De Argentijnse autoriteiten lieten zich niet om de tuin leiden en legden de Seydlitz aan de ketting tot het einde van de oorlog.
Het schip keerde in 1920 naar Duitsland terug. Het werd verbouwd, en was vanaf 1921 weer in dienst bij de Norddeutscher Lloyd. In juli 1931 werd de Seydlitz wegens de economische crisis opgelegd in Bremerhaven. In 1933 werd het schip gesloopt.